# چانگ جوری
این یک نام کره‌ای است؛ نام خانوادگی چانگ است.
چانگ جوری (کره‌ای: 창조리; هانجا: 倉助利) نخست‌وزیر امپراتوری گوگوریو در زمان پادشاهان، پادشاه بونگسانگ و پادشاه میچون بود.

## پیش‌زمینه
ریشه یا اصل و نسب چانگ جوری در اسناد تاریخی ذکر نشده است. می‌توان چنین استنباط کرد که نخست‌وزیر چانگ جوری از یک خانواده اصیل سرشناس می‌آمد زیرا در مناصب عالی دولتی مانند «ته‌ساجا» و «ته‌جوبو» خدمت می‌کرد.

## زندگی‌نامه

### سلطنت پادشاه بونگسانگ
چانگ جوری ابتدا به عنوان ته‌ساجا در استان جنوبی و سپس به عنوان ته‌جوبو خدمت کرده است. او درسال ۲۹۴ میلادی به جایگاه نخست‌وزیری رسید و جانشین نخست‌وزیر سانگنو شد. درسال ۲۹۶ میلادی، مورونگ وی از پادشاهی یان سابق، به گوگوریو حمله کرد. با این تهاجم، چانگ جوری پادشاه بونگسانگ ترغیب کرد تا ژنرال داهیونگ «گو نوجا» را به سمت فرماندار دژ شین منصوب کند. نیروهای یان سابق به دلیل این انتصاب شکست خوردند. هنگامی که پادشاه بونگسانگ فاسد و خشن شد، چانگ جوری از سمت نخست‌وزیری استعفا داد و کودتایی را برای سرنگونی ظالم و قرار دادن گو اولبول، برادرزاده پادشاه، بر تاج و تخت برنامه‌ریزی کرد. چانگ جوری درسال ۳۰۰ میلادی کودتا کرد و پادشاه بونگسانگ را که پس از تبعید خودکشی کرد سرنگون کرد.

### سلطنت پادشاه میچون
چانگ جوری در زمان پادشاه میچون به سمت نخست‌وزیری بازگردانده شد. سامگوک ساگی حکومت خوش‌خیم پادشاه میچون و مشاور او، نخست‌وزیر چانگ جوری را توصیف می‌کند. سال درگذشت او مشخص نیست.